# Ilha de Paratinga
Ilha de Paratinga är en ö i Brasilien.   Den ligger i delstaten Bahia, i den östra delen av landet, 600 km nordost om huvudstaden Brasília.
Omgivningarna runt Ilha de Paratinga är en mosaik av jordbruksmark och naturlig växtlighet. Runt Ilha de Paratinga är det glesbefolkat, med 13 invånare per kvadratkilometer.